# Брајс Прери (Висконсин)
Брајс Прери (енгл. Brice Prairie) насељено је место без административног статуса у америчкој савезној држави Висконсин.

## Демографија
По попису из 2010. године број становника је 1.887, што је 83 (4,6%) становника више него 2000. године.
| Група             | 2000.         | 2010.         |
| Белци             | 1.727 (95,7%) | 1.824 (96,7%) |
| Афроамериканци    | 5 (0,3%)      | 11 (0,6%)     |
| Азијати           | 13 (0,7%)     | 9 (0,5%)      |
| Хиспаноамериканци | 19 (1,1%)     | 24 (1,3%)     |
| Укупно            | 1.804         | 1.887         |